# Улица Генерала Чупрынки
Улица Генерала Чупрынки — улица во Франковском районе Львова (Украина) в местности Новый Свет. Соединяет улицу Бандеры с улицей Рудницкого, идёт от центра города в юго-западном направлении между улицами Княгини Ольги и Коновальца. Застройка улицы: модернизм, польский 1930-х годов и советский 1980-х годов конструктивизм, новостройки начала ХХІ столетия. В нижней части улицы проходит маршрут трамвая № 2. Улица относится к престижной для проживания части города.

## Названия
- До середины ХІХ столетия — улица Штандовская.
- С 1863 года — улица Крестовая (Кшижова), поскольку в начале улицы у костёла Марии Магдалины стоял каменный крест.
- С 1910 года — улица Потоцкого в честь галицкого наместника графа Анджея Потоцкого, убитого в 1908 году.
- Во время немецкой оккупации — Зигфридштрассе.
- С 1944 года — улица Пушкина в честь великого русского поэта Александра Пушкина.
- С 1996 года — улица Генерала Чупрынки, в честь главнокомандующего УПА, руководителя ОУН Тараса Чупрынки (Романа Шухевича) .

## Примечательные здания
|                     |  |                           |  |                                                                                         |
| Начало ул. Чупрынки |  | Нижняя часть ул. Чупрынки |  | Бывший костёл и монастырь реформатов, с 2004 года — униатская церковь Святого Климентия |

- № 1: до 1939 года — польская смешанная школа имени Марии Магдалины, с советского времени в части здания находится средняя школа № 10 с польским языком обучения. На фасаде здания польской школы установлена мемориальная табличка в память об украинском националисте Романе Шухевиче-Чупрынке.
- № 4: в 1950-е годы — 1-е районное отделение милиции.
- № 5: в 1950-е годы — 5-я городская пожарная команда, с 1990-х годов — Львовская областная организация УНА-УНСО и редакция газеты этой организации «Националист». На фасаде здания установлена мемориальная доска в память об украинском националисте Анатолии Лупиносе.
- № 11-а: в 1950-х годах — общежитие № 4 Политехнического института, позже переоборудовано в жилой дом.
- В доме № 14 в 1895—1902 годах жил украинский писатель Иван Франко, в память о котором в советское время установлена мемориальная доска.
- В доме № 21 в послевоенное время проживал известный коллекционер Н. Островерхов, после смерти которого городские власти отдали здание Обществу НТШ в Львове.
- № 34: в советское время — нотариальная контора, позже участковый пункт милиции и аптека.
- № 45: при польской власти — женская гимназия имени королевы Ядвиги, во время Великой Отечественной войны — военный госпиталь, здесь же работала лаборатория микробиологии ученого Рудольфа Вайгля. С конца 1940-х годов — 5-я городская клиническая больница, которой в 1960-е годы пристроили корпус поликлиники.
- № 49: в 1950-х годах — общежитие № 2 Львовского государственного университета имени Ивана Франко, позже факультет журналистики того же вуза.
- № 52: в советское время Общественный научно-просветительский клуб познающих Вселенную. Клуб носит имя Циолковского.
- № 58-а: до 1939 года — строительное предприятие архитектора Ивана Левинского, керамическая фабрика скульптора Литвинюка и редакция газеты «Профессиональные вести». В сохранившихся бывших помещениях фабрики Левинского работают Львовский областной центр гидрометеорологии, Главный диспетчерский пункт управления жилищно-коммунального хозяйства Львовского горисполкома и частные фирмы.
- № 60: при Польше — архитектурное бюро Ивана Левинского.
- № 65: при СССР — опорный пункт правопорядка, сейчас — районное отделение милиции Франковского района.
- № 69: при СССР работала столовая, позже был размещён районный суд Франковского района и государственная нотариальная контора № 5.
- № 70: до 1939 года — католический костел и монастырь кармелиток босых. Во время Великой Отечественной войны на территории монастырского сада и кладбища немецкие нацисты расстреливали итальянских военнослужащих. После войны до 1952 года здания монастыря занимал охранный полк НКВД-МВД. Позднее здание занимали службы Львовской городской телефонной станции. В 2004 году часть костёла передали общине УГКЦ, которая переосвятила его под церковь Святого Климентия.

|                                 |  | |  |                                   |
| Дом с башней, ул. Чупрынки, 52. |  | Бывшая вилла архитекторов Равских (проект Винцента Равского-младшего); в 1920-е — 1930-е годы — принадлежало женскому монашескому ордену непорочной Девы Марии; при СССР и ныне — детская поликлиника. |  | Бывшая вилла архитектора Бизанца. |

- № 71: институт «Горпроект» и «Трансбанк», здание выстроено в 1988 году; ранее на этой территории какое-то время размещался полк НКВД.
- № 72: при СССР — детский сад, в 2000-е годы занял «Укртелеком».
- № 73: при СССР — Советский (Радянский) районный комитет Компартии Украины и Советский райисполком, после переименования районов — Франковская райадминистрация, прокуратура Франковского района и Львовская областная ассоциация инвалидов.
- № 94: с советского времени — детский сад.
- № 101: при Польше — женский монастырь Святой Мокрины ордена василианок, в 1937 году здесь началось строительство церкви святого Ивана Богослова, незавершённое здание после 1945 года перестроили под библиотеку Лесотехнического института.
- № 103: при Польше — гимназия и бурса Украинского педагогического общества, начиная с советского времени — административно-учебный корпус Лесотехнического института. Соседнее девятиэтажное здание 1977 года постройки — учебный корпус № 1 Лесотехнического университета.
- № 130: при СССР — техникум радиоэлектроники, переименованный позже во Львовский государственный институт новейших технологий и управления.

## Известные жители
- Василий Куйбида — мэр Львова в 1994—2002 годах[2].
- Любомир Буняк — мэр Львова в 2002—2005 годах[2].